# Wiatraczek

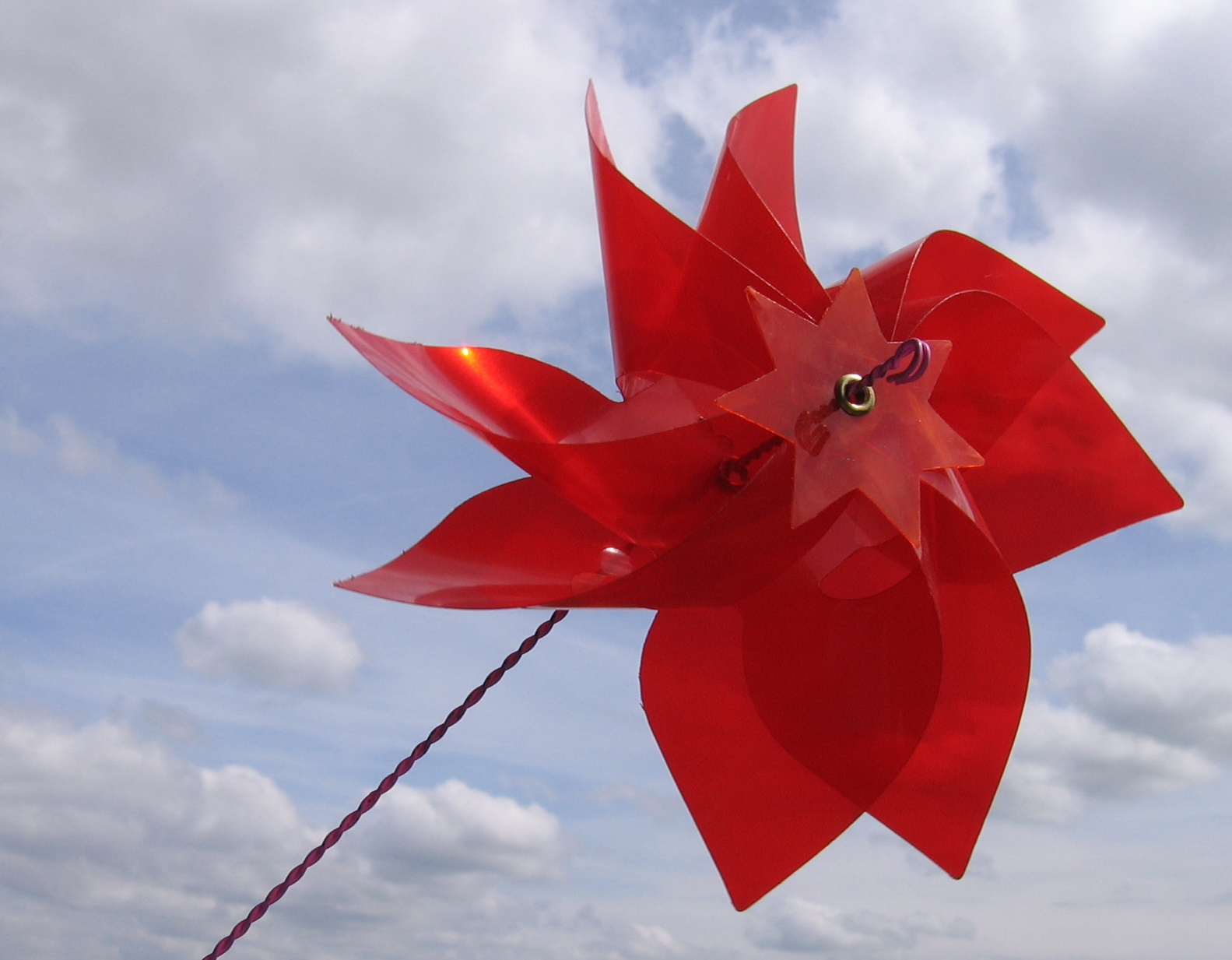
Wiatraczek – zabawka z plastiku

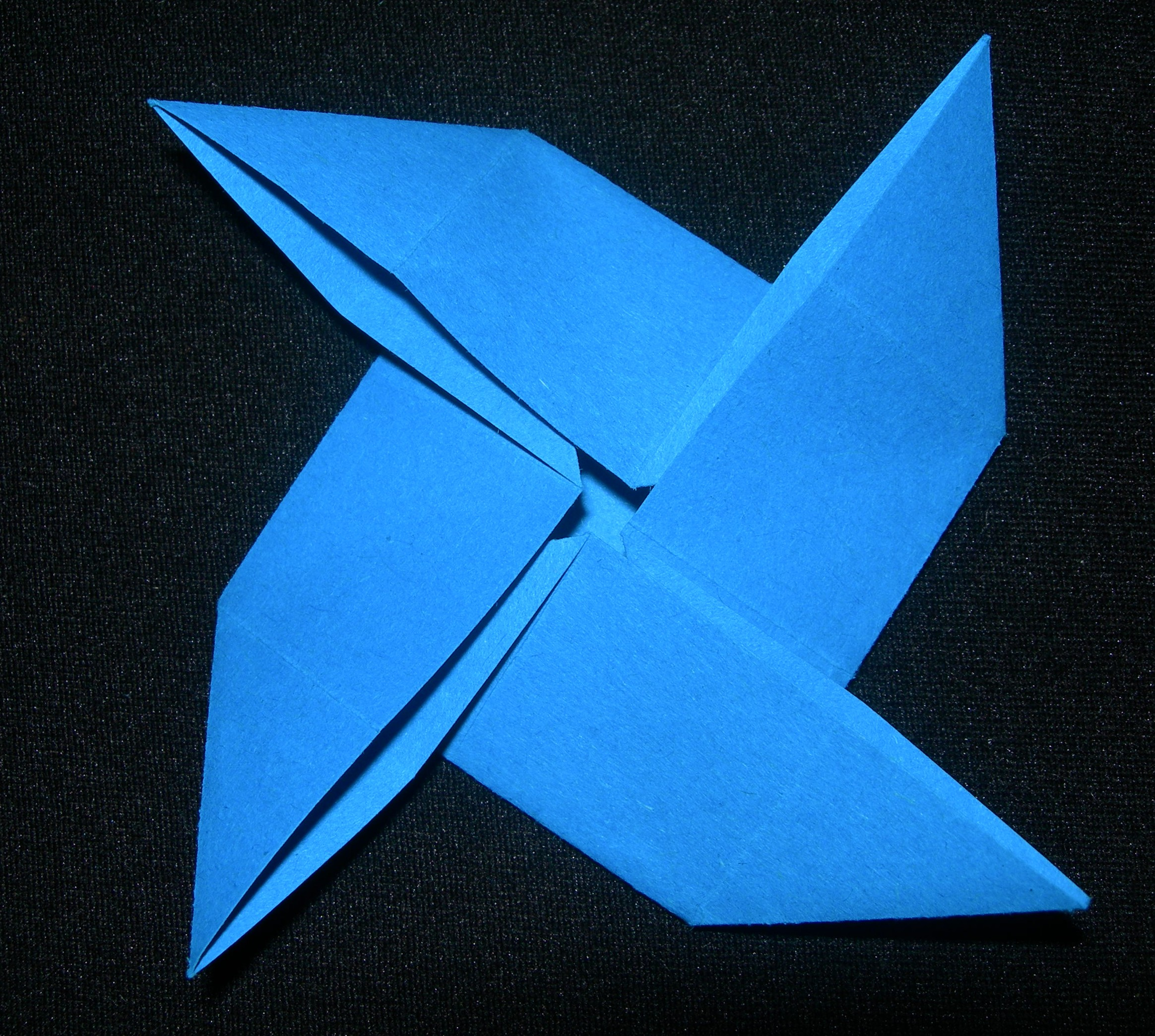
Wiatraczek origami

Wiatraczek – bardzo mały wiatrak. Zwykle używany jako zabawka.
Wiatraczki mają zazwyczaj rozmiary od kilku do kilkudziesięciu centymetrów. Energia kinetyczna przekazywana im przez poruszające się powietrze zwykle wystarcza jedynie do poruszania samym wiatraczkiem.
Urządzenia tej wielkości są stosowane jako zabawki poruszające się na wietrze. Czasem wiatraczki stosuje się w przydomowych gospodarstwach do odstraszania szkodników. Ruch i hałas obracającego się wiatraczka mają odstraszać niektóre ptaki, z kolei wiatraczki wbite w ziemię mają odstraszać np. krety dzięki drganiom przekazywanym do podłoża – nie jest jednak znana skuteczność takich zastosowań.
By zapewnić ciągłe obracanie się wiatraczka niezależnie od kierunku wiatru, umieszcza się wiatraczek w taki sposób, by jego patyczek, ustawiony pionowo, mógł swobodnie się obracać. Do tylnej części wiatraczka przytwierdza się pionowo (prostopadle do skrzydeł wiatraczka) płytkę ze sztywnego materiału. Płytka musi być na tyle duża, by stawiała większy opór dla wiatru niż śmigiełka wiatraczka. Dzięki temu wiatraczek będzie się zawsze obracał tak, by wiatr wiał wzdłuż płytki, a prostopadle do skrzydeł.

## Fotografia
Nietypowym praktycznym zastosowaniem wiatraczka było użycie go na samym początku XX wieku w fotografii jako elementu przysłaniającego środek obiektywu w celu zapobiegania winietowaniu. Wiatraczek taki, napędzany podmuchem z gruszki gumowej, zastosowano w jednym z pierwszych superszerokokątnych obiektywów – silnie winietującym obiektywie Hypergon o kącie widzenia 140°, obliczonym w 1900 r. przez Emila von Höegha, a produkowanym przez firmę Goerz, a następnie Zeiss. Obiektyw ten pomimo otworu względnego 22:1 zalecany był do stosowania z jeszcze większą przesłoną 31:1, a mimo to winietowanie wymagało korekcji. Dokonywano jej właśnie za pomocą obracającego się wiatraczka o specjalnym kształcie skrzydełek, który w największym stopniu zaciemniał środek pola widzenia, a stosowany mógł być dlatego, że przy tak małym świetle obiektywu czasy naświetlania były wystarczająco długie, by skrzydełka uległy pełnemu rozmyciu. Wiatraczek ten zastępował inne rozwiązanie – filtr szary z ciemniejszą częścią centralną.

## Opóźniacze w technice wojskowej
Wiatraczki stosowane były też w okresie II wojny światowej w bombach lotniczych w mechanizmach uruchamiających się pod wpływem pędu powietrza podczas opadania bomby. Mechanizmy te służyły do opóźnionego samouzbrajania się bomby burzącej lub jako timery (opóźniacze) w bombach oświetlających, te ostatnie można spotkać także w dzisiejszych czasach.
Na podobnej zasadzie (otwierania zasobnika) działały też pierwsze bomby kasetowe, jak np. niemiecka Sprengbombe Dickwandig 2 kg z okresu II wojny światowej, zwana „bombą motylkową” (ang. butterfly bomb).

## Technika pomiarowa
W niektórych typach anemometrów (anometry wiatraczkowe) wiatraczek jest podstawowym elementem czujnika przepływu płynu (cieczy lub gazu).
Funkcjonalność wiatraczka wykorzystywana jest też do mierzenia intensywności światła, np. w radiometrze Crookesa.

## Origami
W sztuce origami wiatraczek jest częścią modelu tamatebako.

## Wiatraczek a wentylator
Potocznie terminem wiatraczka określa się niepoprawnie małe wentylatory (np. odprowadzające ciepło z elementów elektronicznych), co z technicznego punktu widzenia jest błędem, gdyż wiatraczek jest maszyną przetwarzającą energię kinetyczną ruchu powietrza na energię kinetyczną ruchu obrotowego skrzydełek wiatraczka, podczas gdy w wentylatorze przemiana energii odbywa się w odwrotnym kierunku (ruch obrotowy skrzydełek wywołuje ruch powietrza).